# Campo del Sequiol
El Campo del Sequiol fue un estadio de fútbol de la ciudad de Castellón, España. Propiedad del CD Castellón y, durante algún tiempo, del Sport Club La Plana, fue inaugurado en 1922 y abandonado en 1947.

## Historia

### La construcción
Pocos meses después de la creación del Club Deportivo Castellón, su presidente, Tadeo Mallach, empezó la búsqueda de un emplazamiento para construir un campo de juego propio. El 29 de agosto de 1922 un grupo de socios del club firmaron la escritura de compra de unos terrenos agrícolas, propiedad de Jaime Chicharro, que luego alquilarían a la entidad castellonense. El campo se construyó en la que actualmente es la calle Herrero, junto al Sequiol, un ramal secundario de la Acequia Mayor de Castellón, del que tomó su nombre.
El nuevo campo, con capacidad para 6.000 espectadores, se inauguró el 3 de noviembre de 1923, con un partido amistoso entre el CD Castellón y el RCD Español capitaneado por Ricardo Zamora, que ganaron los barceloneses por 2-3. El futbolista visitante González fue el autor del primer gol de la historia de El Sequiol.

### Los incidentes de 1933
La temporada 1932/33 Sequiol fue escenario de uno de los episodio más conflictivos de la historia del CD Castellón. El 29 de enero de 1933, durante un partido de liga de Segunda División entre el equipo castellonense y el Oviedo CF, la afición local, descontenta con el arbitraje, agredió al colegiado, Julio Ostalé, que suspendió el partido. Las crónicas de la época describían así el altercado:

En un momento en que Ostalé se acerca a la meta, el público le coacciona tanto, que ordena la suspensión del "match" cuando faltaban veinticinco minutos, y, al retirarse a la caseta, varios exaltados intentaron agredirle, respondiendo Ostalé con patadas y puñetazos, resultado herido levemente en la cabeza (...) Una vez en la caseta, Ostalé se negó a seguir, alegando que su estado de ánimo le impedía continuar. (...) La causa de todo fue la deplorable actuación del árbitro, que se inició al pitar el "off-side" absurdo de Angelillo, que probablemente hubiera acabado en "goal".
Diario ABC, 31 de enero de 1933

A raíz de los incidentes, la Federación Española clausuró Sequiol hasta final de temporada. El Deportivo Castellón se negó a jugar el resto de partidos como local en el Estadio de Mestalla, como le obligaba la Federación, por lo que estos encuentros se le dieron como perdidos por incomparecencia. El club perdió la categoría, lo que unido a sus problemas económicos, le llevó a ser expulsado de la Federación y, finalmente, a la desaparición.
Se creó entonces el Sport Club La Plana como heredero del desaparecido CD Castellón. El nuevo equipo usaba las instalaciones de su predecesor, incluyendo su terreno de juego. El Sequiol volvió a acoger partidos de Segunda División la temporada 1934/35, pero el SC La Plana se disolvió al finalizar ese curso.

### El Sequiol, campo de Primera División
Tras la guerra civil española (1936-1939), el CD Castellón fue refundado, recuperando el Campo del Sequiol. La temporada 1940/41 fue el escenario de uno de los mayores éxitos de la historia del club albinegro, que logró el ascenso a Primera División. A pesar de haber ampliado su aforo hasta los 8.000 espectadores (2.000 sentados), el viejo campo no parecía adecuado para la nueva categoría y en 1943 empezó la construcción de un nuevo estadio. Tras más de dos años de obras, el Estadio Castalia se inauguró el 4 de noviembre de 1945 con un partido de liga entre el CD Castellón y el Atlético Aviación. No obstante, el CD Castellón todavía jugó algunos encuentros en Sequiol hasta la temporada 1946/47.
Tras seis años acogiendo partidos de Primera División, El Sequiol fue derribado y su solar ocupado por la escuela de Magisterio. El carácter emblemático de este campo de juego quedó recogido en el himno del club, compuesto en 1972.

Y al desplegarse sus banderas, con tus colores bajo el sol.

A la memoria, llega la gloria, del viejo Campo del Sequiol.
Himno del CD Castellón